# Sotkajoki (vattendrag, lat 67,82, long 25,07)
Sotkajoki är ett vattendrag i Finland.   Det ligger i landskapet Lappland, i den norra delen av landet, 800 km norr om huvudstaden Helsingfors.